# Antoni Furtak
Antoni Jan Furtak (ur. 12 czerwca 1944 w Chrząchówku) – polski mechanik, rolnik i polityk, działacz opozycji w czasach PRL, poseł na Sejm X i I kadencji (1989–1993).

## Życiorys
Urodził się w rodzinie rolników. W 1963 ukończył Zasadniczą Szkołę Rolniczą w Prabutach, w 1979 Średnie Studium Zawodowe dla Pracujących Stoczni im. Komuny Paryskiej w Gdyni, a w 1982 Pomaturalne Studium Ogrodnicze w Pruszczu Gdańskim. W latach 1964–1965 był zatrudniony w Gminnej Spółdzielni w Reszlu, następnie krótko w Miejskim Handlu Detalicznym w Biskupcu i w Reszelskim Zakładzie Przemysłu Maszynowego Leśnictwa.
Od 1966 pracował w Stoczni im. Komuny Paryskiej w Gdyni jako mechanik urządzeń kopiujących. Zgłosił kilkadziesiąt wniosków racjonalizatorskich. Działał w radzie pracowniczej, w 1980 był jednym z organizatorów zakładowych struktur Niezależnego Samorządnego Związku Zawodowego „Solidarność”. Od 1981 związany także z NSZZ „Solidarność” Rolników Indywidualnych. Uniknął internowania po wprowadzeniu stanu wojennego ze względu na chorobę i pobyt w szpitalu. Stracił natomiast wkrótce pracę w stoczni, przez dwa lata pracował jako kierownik działu sadów i szkółek w Zespole Szkół Rolniczych w Pruszczu Gdańskim. Po zwolnieniu z tego miejsca pracy zatrudnił się w rolnictwie, od 1985 prowadził własne gospodarstwo. W latach 1990–2003 ponownie zatrudniony był w stoczni, na czas sprawowania mandatu na urlopie bezpłatnym.
Od 1983 działał na rzecz reaktywowania struktur „Solidarności” Rolników Indywidualnych w województwie gdańskim, wchodził w skład podziemnych władz lokalnych i centralnych związku. W 1989 został wybrany na wiceprzewodniczącego rady krajowej NSZZ „Solidarność” Rolników Indywidualnych ds. organizacyjnych. W tym samym roku został posłem na Sejm kontraktowy z ramienia Komitetu Obywatelskiego z okręgu wejherowskiego. Zasiadał w Komisji Regulaminowej i Spraw Poselskich oraz Komisji Ochrony Środowiska, Zasobów Naturalnych i Leśnictwa. Był także członkiem prezydium Obywatelskiego Klubu Parlamentarnego. Na jego apel do prezydium Sejmu napłynęło ponad 300 tys. podpisów pod wnioskiem o wstrzymanie budowy elektrowni jądrowej w Żarnowcu. Był jednym z założycieli komitetu wyborczego Porozumienie Ludowe (z ramienia którego w wyborach w 1991 uzyskał reelekcję), a następnie partii Polskie Stronnictwo Ludowe – Porozumienie Ludowe. Wszedł do władz tego ugrupowania, sprawował funkcję wiceprzewodniczącego Klubu Parlamentarnego Porozumienia Ludowego, przewodniczył sejmowej Komisji Rolnictwa i Gospodarki Żywnościowej. Po upływie kadencji w 1993 nie ubiegał się o mandat poselski na kolejną kadencję i ze względu na stan zdrowia wycofał się z życia publicznego. W 2004 przeszedł na emeryturę.
Związany z działalnością uniwersytetów trzeciego wieku; był prezesem Federacji Uniwersytetów Trzeciego Wieku Warmii i Mazur, został też prezesem Stowarzyszenia Kulturalno-Oświatowego „Aktywny Senior” w Gdańsku.

## Odznaczenia
- Odznaka „Zasłużony Racjonalizator Produkcji”
- Odznaka „Zasłużony Pracownik Stoczni im. Komuny Paryskiej”[4]